# Baltasar Saldoni
Baltasar Saldoni i Remendo (Barcelone, 4 janvier 1807 - Madrid, 3 décembre 1889) est un compositeur et musicologue espagnol.

## Biographie
À cinq ans, Saldoni commence à étudier dans une école proche de la chapelle de Nostra Senyora de Montserrat de Barcelone. À sept ans, il commence ses études de musique à l'église de Santa María del Mar sous la direction du maître de chapelle Francesc Andreví i Castellar. À dix ans, il va à la Chapelle de musique de Santa Maria del Pi avec le Maître Francesc Sempere. Le 15 mars 1818, âgé de onze ans, il est admis à l'escolania Nostra Senyora de Montserrat, où il restera quatre ans et demi, sous la direction du Maître Jacint Boada i Casanoves et de l'abbé Simó Guardiola.
En 1822, à cause de la guerre, il va à Barcelone, où il étudie le piano et l'orgue avec Mateo Ferrer et la composition avec Francesc Queralt, maître de chapelle retraité. Il fait ses débuts comme organiste et compositeur dans les églises de Santa Maria del Mar, Sant Cugat et le couvent de Sant Francesc. Le 29 novembre 1824, il concourt pour le poste d'organiste de l'église de Santa Maria del Mar, mais ce poste lui est refusé.
Il continue à approfondir ses connaissances en vue de composer pour la scène (italien et français, œuvres étrangères et nationales, harmonie et techniques de la voix) et compose en 1825 son premier opéra, El triunfo del amor, mais il compose aussi des œuvres sacrées.
En 1829, il voyage à Madrid, où il rencontre Ramón Carnicer, un autre compositeur catalan qui l'aide à s'installer à la Cour et à compléter ses études musicales. Un an plus tard, en 1830, Carnicer et Piermarini lui offrent un poste de professeur de solfège et de chant au Conservatoire de Musique Maria Cristina, avec un salaire de 8 000 reals. Pour cette classe, il écrit la Método de solfeo y canto, très connue même par les grands musiciens européens. En 1831, il compose Saladino e Clotilde, dont des fragments sont interprétés au Teatro de la Cruz, mais qui n'a jamais été joué dans son ensemble. Également, il écrit Los enredos de un curioso en 1832 et Ipermestra en 1837, en italien avec un livret de Pasini. Ce dernier opéra est celui qui a eu le plus de succès, avec une tournée dans la Péninsule, et lui donne une réputation de compositeur confirmé. Il voyage à Paris en 1838 pour répondre à une invitation du Conservatoire de Paris (qui était le modèle pour le reste de Europe et Russie).
De retour de Paris en 1839, il est promu maître de chant au Conservatoire avec un salaire de 12 000 reals. À cette époque, ses valses et ses rigodons étaient très populaires au Palais Royal. En 1840, il écrit Cleonice, Regina di Siria, créée au Teatro de la Cruz, avec moins de succès que Ipermestra, et avec un échec absolu à Barcelone un an plus tard.
Le 31 octobre 1843, il épouse Dolores Franco, son étudiante, qui meurt dix mois plus tard en donnant naissance à sa première fille. Cette perte l'a beaucoup affecté. Il a entrepris un petit voyage le 10 juin 1844 qui l'a conduit à Hellín, Valence, Barcelone et Esparreguera où il a pris des bains pour se rétablir.
Il commence à réécrire de la musique sur le livret qu'il a acheté en 1841 à Barcelone à Savinelli, mari de la primma donna Palazzesi. Cependant d'autres compositeurs tels que Giuseppe Lillo ou Donizetti aient déjà travaillé sur le même argument. Il renonce alors à ce projet bien qu'il ait déjà terminé le premier acte. Il commence à composer Boabdil, el último rey moro de Granada sur un livret de Gonzalez Auriol, avec l'idée de contribuer à la création d'un opéra national. Mais plus tard, il commande une traduction du livret en italien. Finalement cet opéra n'a pas été représenté, pas même dans sa version en italien, mais certaines parties ont été jouées en titre d'essai au Liceo de Madrid en juin 1845.
Le 23 avril 1846, sa fille Carolina meurt et, en novembre de la même année, il reçoit la décoration de Chevalier de l'ordre de Charles III d'Espagne. Il a continué à se consacrer à ses cours et à composer (surtout pour orchestre, depuis qu'il a été nommé Maître Compositeur et chef d'orchestre du Teatro del Príncipe - Teatro Español - entre juillet 1848 et 1851).
À partir de 1850, il commence à rassembler des informations sur les musiciens espagnols, et fait paraître en 1860 les Efemérides de músicos españoles  (qui finira par devenir le Diccionario biográfico-bibliográfico de efemérides de músicos españoles). En 1856, il a publié Reseña histórica de la Escolanía o Colegio de música de la Virgen de Montserrat, en Cataluña, desde 1456 hasta 1856. Cette même année, il écrit El rey y la costurera, une zarzuela sur un livret de Brusola mais qui n'a pas été représentée. En 1855, il compose un opéra, qui ne sera pas représenté, Guzmán il buono, avec un livret italien de Domingo Anacri. Durant cette décennie, il a écrit de nombreuses mélodies dans des albums dédiés à des amis. Le 27 septembre 1857, il épouse Carmen Romero, âgée de vingt et un ans.
Durant les années 1860, il compose de nombreuses romances et hymnes, ainsi que des œuvres historiographiques (Efemérides de músicos españoles, así profesores como aficionados) et Cuatro palabras sobre un folleto escrito por el maestro compositor Sr. Don Francisco Asenjo Barbieri (1864). En 1864, il est lauréat du Prix Ploma d'Or, organisé par Anselm Clavé avec un Coro a voces solas. Le 20 avril de cette même année, il perd sa fille Elvira, de cinq ans (deux enfants lui restent, Laura et Leopoldo).
Dans les années 1870, il compose quelques œuvres, mais se concentre principalement sur l'activité de l'écriture et enfin termine son Diccionario biográfico-bibliográfico de efemérides de músicos españoles, entre 1868 et 1881. Il a investi beaucoup de temps et d'argent en demandant des informations et de l'aide à ses amis et en mettant des annonces dans la presse musicale pour recueillir des données. Très peu de personnes ont collaboré et encore moins ont été intéressées par les trois premiers volumes de la collection. En mai 1873, il a été nommé membre de l'Académie royale des beaux-arts Saint-Ferdinand, qui publia un communiqué pour donner un élan au Dictionnaire qu'il avait abandonné pour ces raisons. La manière d'ordonner les informations est curieuse: au lieu de l'ordre alphabétique, les entrées qui apparaissent ici sont classées selon les dates de naissance (comme il est presque impossible pour le lecteur de connaître ce type de données, Saldoni a ajouté à la fin de chaque volume un index avec les noms de ceux qui figurent accompagnés des années et mois de naissance). Il a publié le dictionnaire en 1881, quand il avait 74 ans.
Saldoni est mort à Madrid en 1889.

## Œuvres

### Écrits sur la musique
| Titre | Date de publication | Lieu de publication                   | Notes |
| --- | ------------------- | ------------------------------------- | --- |
| Veinticuatro solfeos para contralto y bajo | 1837                | Madrid                                | |
| Nuevo método de solfeo y canto para todas las voces | 1839                |                                       | |
| Reseña histórica de la Escolanía o Colegio de música de la Virgen de Montserrat, en Cataluña, desde 1456 hasta 1856, con un catálogo de algunos de los maestros… | 1856                | Madrid, Ripollés                      | |
| Efemérides de músicos españoles, así profesores como aficionados                                                                                                 | 1860                | Madrid: édition La Esperanza          | |
| Cuatro palabras sobre un folleto escrito por el maestro compositor Sr. Don Francisco Asenjo Barbieri                                                             | 1864                | Madrid: édition Antonio Pérez Dubrull | Il existe une seconde édition faite à Barcelone: Isidro Torres, 1890; et une édition en fac-similé de J. Torres, Madrid: Ministerio de Cultura-Centro de Documentación Musical, 1986 |
| Diccionario biográfico-bibliográfico de efemérides de músicos españoles                                                                                          | 1868-81             | Madrid: édition Antonio Pérez Dubrull | |

### Musique pour la scène
| Titre                                        | Date de création | Librettiste                                                    | Notes |
| -------------------------------------------- | ---------------- | -------------------------------------------------------------- | --- |
| El triunfo del amor                          | 1825             | José Alegret                                                   | Opérette en 1 acte. Créée à Barcelone en 1826 dans le salon de José Alegret (auteur du texte), avec l'orchestre du Teatre de la Santa Creu. Comme soprano Roig i Torredà, comme ténor Grau et comme basse Sayrols. |
| Saladino e Clotilde                          | 1831             |                                                                | Opéra en 2 actes. Tirée de cet Opéra, le Sr. Pasini a chanté une cavatine au Teatro de la Cruz |
| Los enredos de un curioso                    | 1832             | F. Enciso, collaborations de F.Piermarini/P.Albéniz/R.Carnicer | Opérette en 2 actes. |
| Ipermnestra                                  | 1837             | I. Passini                                                     | Opéra en 2 actes. Créé le 20 janvier 1938 au Teatro de la Cruz de Madrid, avec la dame d'Alberti comme prima donna. Lors des huit premières représentations, le compositeur a dû monter sur scène. Imprimé aussi pour chant et piano ou pour piano seul par l'éditeur Lodre.                                                                           |
| Cleonice, Regina di Siria                    | 1839             |                                                                | Opéra en 2 actes. Créé le 24 janvier 1840 au Teatro de la Cruz de Madrid par Mme Viló et Mrs Calvet et Unanue, chanteurs. L'auteur a dû monter sur scène. Existent des arrangements de certaines pièces pour chant et piano ou pour piano seul. |
| Maria di Rohan                               |                  | Savinelli                                                      | Saldoni a acheté le livret à Barcelone en 1841, mais comme deux ans avant à Naples, ce livret avait déjà été mis en musique par Giuseppe Lillo sous le titre Il Conte di Chalais et que Donizetti en avait fait une autre version sous le titre de Maria di Rohan, et bien que le premier acte soit déjà écrit, Saldoni a laissé de côté le projet.    |
| Boabdil, último rey moro de Granada          | 1844             | M. González de Aurioles                                        | Opéra en 3 actes. Traduit en italien par Domingo Anacri. |
| El rey y la costurera                        | 1853             | V. Brusola                                                     | Zarzuela en 3 actes. |
| Guzman Il Buono                              | 1855             | D. Anacri                                                      | Opéra en 3 actes. |
| La corte de Mónaco                           | 1857             | R. de Navarrete                                                | Zarzuela en 1 acte. Créée au Teatro de la Zarzuela, Madrid le 16 février de la même année, par les dames Santa María et Soriano, et les messieurs Sanz, Sala, Becerra, etc.etc.etc.” |
| Los maridos en las máscaras ou No más bailes | 1864             | W. Ayguals                                                     | Zarzuela en 2 actes. Créée le vendredi 26 août 1864 au Teatre dels Capms Elisis de Barcelone, avec Juana Bautista Fosa de Ferrer (soprano), Federico Astort (premier ténor), Eleuterio Maristany (baryton), Ramon Ferrer (second ténor), Sr. Roca (rôle de Moro) “A la seconde scène ont été appelés sur scène les auteurs après la pièce concertante” |

### Orchestre
| Titre                          | Date de création | Notes |
| ------------------------------ | ---------------- | --- |
| Polaca                         | 1838             | Pour une flûte soliste. Créé à l'Academia filarmónica matritense le 25 juin 1838 |
| Boleras jaleadas               | 1848             | Écrit en septembre de cette année |
| El paseo en el Prado de Madrid | 1848             | Caprice pour orchestre |
| Manchegas jaleadas             | 1848             | Écrit en octobre de cette année |
| Popurrí o Miscelánea de bailes | 1848             | Écrit en novembre de cette année |
| L'Autunno                      | 1849             | Ensemble de valses. Écrit en novembre de cette année |
| L'ilusion                      | 1849             | Tanda de rigodons. Écrit en septembre de cette année |
| Los gemelos                    | 1849             | Caprice pour orchestre. Écrit en septembre de cette année |
| Popurrí de bailes              | 1849             | |
| La aurora                      | 1849             | Pour un violon soliste. Écrit en janvier de cette année. Créé lors de l'inauguration du Teatro Español. |
| A mi patria                    | 1863             | Grande symphonie pour un grand orchestre, fanfare et orgue obligée. Créée au Teatre del Liceu de Barcelone le 19 novembre 1863 et au Teatro Real de Madrid le 19 novembre 1866, l'auteur a été demandé sur la scène, mais il était absent. |
| El caprichoso                  |                  | Grande valse créée dans les bals du Real Palacio. Publiée pour piano seul et arrangée pour un orchestre militaire par D. Mariano Rodríguez                                                                                                 |